# マシュー・ホッペ
マシュー・ティモシー・ホッペ（Matthew Timothy Hoppe, 2001年3月13日 - ）は、アメリカ合衆国・カリフォルニア州ヨーバリンダ出身のサッカー選手。スナユスケ・フッボルト所属。ポジションはフォワード。

## クラブ経歴
アリゾナ州にあるFCバルセロナが運営するアカデミーでプレーした後、2019年6月にシャルケ04と契約した。
2020年11月28日、ボルシア・メンヒェングラートバッハ戦でブンデスリーガデビューした。2021年1月9日、TSG1899ホッフェンハイム戦でプロ初のゴールを決めるとともにハットトリックを達成。これはブンデスリーガにおけるアメリカ人選手初のハットトリックであった。また、チームはこの試合を4-0で勝利し、2020-21シーズン初勝利をもたらすと共にリーグ戦31試合ぶりとなる白星を挙げた。チームは2020-21シーズンを最下位で終え、2部リーグ降格が決まったものの、同シーズンチームトップの6ゴールを決め、更にはプレミアリーグの強豪チームからの関心も報じられた。
2021年8月31日、RCDマジョルカと4年契約を締結したことが発表された。マジョルカではヴェダト・ムリキからポジションを奪取できず、公式戦出場7試合に出場して無得点に終わった。
2022年8月10日、EFLチャンピオンシップのミドルズブラFCに4年契約で移籍した。2023年1月、ハイバーニアンFCに期限付き移籍。2023年8月3日、サンノゼ・アースクエイクスに期限付き移籍。
2025年1月31日、スナユスケ・フッボルトに移籍した。

## 代表経歴
2021年3月にアメリカ代表に初招集。2021 CONCACAFゴールドカップの代表にも招集された。準々決勝のジャマイカ戦で代表初ゴールを決め、1-0で勝利。決勝戦でメキシコで1-0で勝利し、通算7回目の優勝に輝いた。

## 個人成績

### クラブ
2022年8月12日現在
| クラブ       | シーズン     | リーグ戦         | リーグ戦 | リーグ戦 | 国内カップ | 国内カップ | 合計 | 合計 |
| クラブ       | シーズン     | ディヴィジョン   | 出場     | 得点     | 出場       | 得点       | 出場 | 得点 |
| ------------ | ------------ | ---------------- | -------- | -------- | ---------- | ---------- | ---- | ---- |
| シャルケ04   | 2020-21      | ブンデスリーガ   | 22       | 6        | 2          | 0          | 24   | 6    |
| シャルケ04   | 2021-22      | 2.ブンデスリーガ | 1        | 0        | 0          | 0          | 1    | 0    |
| シャルケ04   | クラブ通算   | クラブ通算       | 23       | 6        | 2          | 0          | 25   | 6    |
| マジョルカ   | 2021-22      | ラ・リーガ       | 5        | 0        | 2          | 0          | 7    | 0    |
| キャリア通算 | キャリア通算 | キャリア通算     | 28       | 6        | 4          | 0          | 32   | 6    |